# Swim (film, 2021)
Pour les articles homonymes, voir Swim.
Pour plus de détails, voir Fiche technique et Distribution.
Swim est un film d'horreur américain réalisé par Jared Cohn, sorti en 2021.

## Synopsis
Des vacances en famille dans une station balnéaire de rêve ne se déroulent pas comme prévu. Lorsque sa location de vacances est inondée par la tempête, une famille se retrouve piégée et tente d’échapper à un requin affamé qui a réussi à pénétrer dans la maison.

## Distribution
- Joey Lawrence : Hudson Samson
- Jennifer Field : Lacey Samson
- Andrew Lauer : Noah Samson[2] / grand-père[3]
- Brett Hargrave : Charlotte Samson
- Rib Hillis : Tad Randolph
- Daniel Grogan : Tucker Samson
- Addison Bowman : Becky Randolph
- Tammy Klein : Dispatcher (voix)
- David Hutchison : Capitaine Iris
- Anthony Jensen : Mr. Hamilton
- Trevor B. Nagle : Officier de police Parrish
- Derek Grauer : Chauffeur Uber
- Zhan Wang : Guy Torrence[2]
- Timothy Jones : Bricoleur Rowan[4]

## Production
Le film est sorti le 13 août 2021 aux États-Unis, son pays d’origine.

### Tournage
Le tournage a eu lieu à Malibu, en Californie, aux États-Unis.

## Accueil

### Réception critique
Sur ČSFD, Trevor écrit : « Un film de The Asylum par Jared Cohn, cela devrait être en soi un avertissement, même pour un profane. Il fait partie des réalisateurs de ce studio qui produisent un navet après l’autre ».
Sur Letterboxd, les spectateurs considèrent que le film est une copie de l’intense thriller aquatique Crawl, de Alexandre Aja, avec juste des requins à la place des alligators.